# دان أوينز
دان أوينز (بالإنجليزية: Dan Owens)‏ هو لاعب كرة قدم أمريكية أمريكي، ولد في 16 مارس 1967 في ويتير في الولايات المتحدة.

## وصلات خارجية
- دان أوينز على موقع مرجع كرة القدم المحترفة.كوم (الإنجليزية)